# Fétichisme de la poupée
 (janvier 2020).
Si vous disposez d'ouvrages ou d'articles de référence ou si vous connaissez des sites web de qualité traitant du thème abordé ici, merci de compléter l'article en donnant les références utiles à sa vérifiabilité et en les liant à la section « Notes et références ».
Le fétichisme de la poupée, ou pédiophilie, est un fétichisme sexuel dans lequel un individu est attiré par les poupées et d'autres types d'objets semblables tels que les figurines. L'attirance peut inclure un désir d'interaction sexuelle avec une poupée, un fantasme sexuel avec une poupée animée ou inanimée, un contact entre poupées ou un plaisir sexuel éprouvé à l'idée de pouvoir être transformé ou de transformer un autre individu en poupée.